# Tito Avidio Quieto (cónsul 111)
Tito Avidio Quieto (en latín Titus Avidius Quietus) fue un senador romano que desarrolló su cursus honorum entre el último cuarto del siglo I y el primer cuarto del siglo II, bajo los imperios de Domiciano, Nerva, Trajano y Adriano.

## Origen y familia
De familia originaria del municipium Faventia (Faenza, Italia) en la región augustea de Emilia, era hijo de Tito Avidio Quieto, consul suffectus en 93, bajo Domiciano.

## Carrera política
Su primer cargo conocido fue el de consul suffectus en 111, bajo Trajano, desempeñando este honor entre mayo y agosto. Su carrera culminó como procónsul de la provincia Asia en 125-126.